# Bus Driver
Bus Driver est un jeu vidéo de simulation de conduite de bus développé et édité par SCS Software, sorti en 2007 sur Microsoft Windows, macOS.

## Synopsis
Le joueur se met dans la peau d'un conducteur de bus à travers 30 niveaux et 12 véhicules. Des autobus, des autobus scolaire, des autocars et des autobus de transport pénitencier. Le terrain de jeu est constitué de routes, d'autoroutes, routes de campagnes et routes montagnards. Le terrain est également doté d'un aéroport, d'une vieille ville, d'un quartier d'affaires, et d'une banlieue. Le jeu se passe dans une ville en Amérique du nord aux États-Unis. À la fin du jeu tous les passagers transportés, les bonus de ponctualité, bonus et pénalité de conduite sont dévoilés donnant ainsi le maximum de points.

## Réception
- PC Gamer : 42/100[1]
- GameZone : 5,7/10[2]